# Guayota

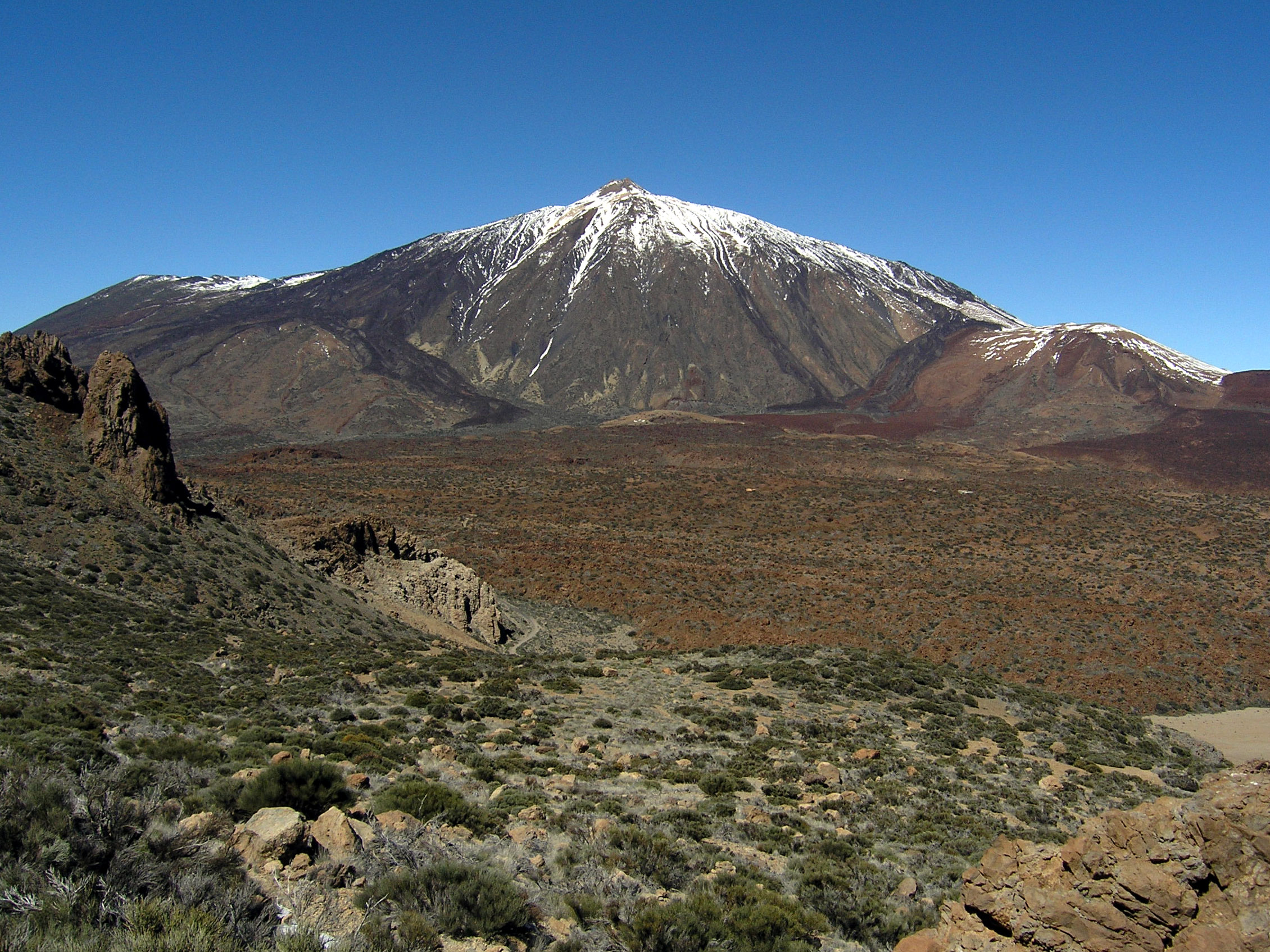
Teide, der heilige Berg der Guanchen.

Guayota war die Bezeichnung für einen bösen Dämon in der Mythologie der Guanchen. Guayota lebte im Inneren des Vulkans Teide.
Der Name „el Teide“ kommt ursprünglich aus der Sprache der Guanchen, der Ureinwohner der Insel, und war ursprünglich „Echeyde“. Es ist der Name für die Wohnung des Dämons Guayota. Der Legende nach soll Guayota den Sonnengott Magec gefangen und in seiner Wohnung festgehalten haben. Die Guanchen baten daraufhin ihren obersten Gott, Achamán, um Hilfe. Ihre Bitte wurde erhört, Guayota wurde verjagt und Magec konnte zurück an den Himmel. Achamán verschloss daraufhin den Echeyde mit einem Pfropf bzw. mit einem Zuckerhut.

## Referenzen
1. ↑  En contacto con el mal
2. ↑  Los primitivos habitantes de Canarias: la religión (Memento des Originals vom 15. September 2021 im Internet Archive)  Info: Der Archivlink wurde automatisch eingesetzt und noch nicht geprüft. Bitte prüfe Original- und Archivlink gemäß Anleitung und entferne dann diesen Hinweis.
3. ↑  Guayota, el Maligno (Seite nicht mehr abrufbar, festgestellt im Mai 2023. Suche in Webarchiven)  Info: Der Link wurde automatisch als defekt markiert. Bitte prüfe den Link gemäß Anleitung und entferne dann diesen Hinweis.